# Kagemusha – Der Schatten des Kriegers
Kagemusha – Der Schatten des Kriegers (jap. 影武者 Kagemusha, wörtlich: Schattenkrieger) ist ein Historienfilm von Akira Kurosawa. Es ist der 26. Film und zugleich der dritte Farbfilm des Regisseurs. Er wurde 1980 in Japan gedreht und für den westlichen Markt von George Lucas und Francis Ford Coppola produziert.

## Handlung
Japan, 1572: Es herrscht eine erbitterte Blutfehde zwischen verfeindeten Clans, die sich in den zwei Bünden um die Städte Kamakura und Kyōto vereinigt haben. Das Heer des Takeda-Clans scheint unbesiegbar, doch der geschwächte Tokugawa-Clan nutzt seine Beziehungen zu portugiesischen Missionaren dazu, seine Armee allmählich mit Tanegashima-Arkebusen auszurüsten, so dass die Takeda unter Zeitdruck sind.
Die Armee von Shingen Takeda belagert die Festung Noda und schafft es, die Wasserversorgung zu kappen. Doch jemand in der Festung spielt jeden Abend auf der Flöte, und alle Kampfparteien halten inne, um zu lauschen.
Fürst Shingen ist sehr abergläubisch. Vor Monaten begnadigte er einen alten Taschendieb, der zum Tode verurteilt war, aus Faszination darüber, dass dieser Mann sein perfekter Doppelgänger, ein „Kagemusha“, ist. Sein Orakel teilt ihm mit, dass er oder dieser Mann hätten sterben müssen. Der Tod des Diebes wäre rechtlich vertretbar gewesen, aber nun kann er ihn nicht mehr töten; er muss sich diesen Mann zu Nutze machen, und er muss den Krieg schnell gewinnen, wenn er überhaupt siegen will.
Shingen Takeda geht zur Burg und lauscht dem Spiel der Flöte, um daraus auf die Psyche der Eingeschlossenen zu schließen. Er sagt: „Wenn sie in der kommenden Vollmondnacht immer noch Lust auf das Flötenspiel haben, wird die Burg halten, wenn nicht, dann fällt sie.“
Doch in der Vollmondnacht gibt er ein gutes Ziel ab und wird niedergeschossen, sein Doppelgänger muss seine Stellung bekleiden, da die Samurai nur dem Patriarchen selbst Treue schulden. Fürst Shingen stirbt an seinen Verletzungen und wie von ihm angeordnet, wird seine Leiche heimlich im Biwa-See versenkt, und wie gewünscht bemerken weder seine eigenen Soldaten noch der Feind seinen Tod.
Anfangs stark eingeschüchtert durch die strengen Sitten im Hause eines Clanchefs entwickelt sich Kagemusha zu einem großartigen Mimen, den die Konkubinen und der Enkel für echt halten. Er wird grundsätzlich von Auftritten, bei denen er mit Fremden reden muss, ferngehalten; kann man es nicht vermeiden, sagt er im Stil des alten Feldherrn „Der Berg bewegt sich nicht.“ Doch nach einer Weile passiert den Beratern ein gravierender Fehler, als sie ihm zu viel Autonomie gewähren: Kagemusha will unbedingt das Pferd des alten Shingen Takeda reiten, aber das Tier scheut und wirft ihn vor aller Augen ab. Die herbeieilenden Konkubinen bemerken, dass ihm eine Narbe Shingens fehlt; er ist aufgeflogen. Shingens Sohn Katsuyori, der ihn hasst, verstößt ihn sofort und übernimmt die Leitung des Clans und der Allianz. Er will sich beweisen und ändert die defensive Strategie in Angriff.
In der Zwischenzeit haben die Verbündeten von Tokugawa kräftig aufgerüstet; dies zeigt sich in der Schlacht von Nagashino, die sich 1575 tatsächlich ähnlich abspielte. Als der Takeda-Clan angreift, wird er dabei von den 3.000 Musketieren der Nobunaga-Tokugawa-Allianz restlos zusammengeschossen. Als die Schlacht verloren und das Feld mit Leichen übersät ist, springt der verwahrloste Kagemusha aus der Uferböschung. Er greift sich von einem toten Samurai die Lanze und stürmt ganz allein auf die Palisaden der Verteidiger zu. Schüsse treffen ihn, blutüberströmt watet er zwischen den Leichen durch den Fluss, da sieht er die Flagge des Fürsten schwimmen. Er fällt sterbend ins blutrote Wasser. Trommeln schlagen einen Trauermarsch, als er am Banner des Hauses Takeda vorbei fortgespült wird.

## Kritiken
„In breitem, epischem Stil schildert der formal überwältigende Film den Niedergang eines überlebten, moralisch fragwürdigen Gesellschaftssystems - radikal in seiner Systemkritik und der Forderung nach einer gewaltfreien, von Menschlichkeit bestimmten Gesellschaft.“

„Die epische Kraft von „Kagemusha“, der Wechsel von statischen Kompositionen und der Dynamik der Schlachtszenen lassen sich nach der ersten Besichtigung kaum angemessen beschreiben. „Kagemusha“ ist Kino in Vollendung: ein Kino freilich, das es bald nicht mehr geben wird, weil nur noch wenige es beherrschen.“

## Sonstiges
Der Film hatte ein Budget von 6 Mio. US-Dollar.  Das Einspielergebnis betrug in Japan rund 4 Mio. US-Dollar.

## Auszeichnungen
Kagemusha gewann die Goldene Palme der Filmfestspiele von Cannes 1980. Des Weiteren wurde er für zwei Oscars (Beste Ausstattung und Bester Fremdsprachiger Film) nominiert.